# 孔尚賢
孔尚賢（1544年7月21日—1622年1月5日），字象之，號龍宇、希庵，山東曲阜人，孔子六十四代孫。明代衍聖公。

## 生平
孔尚贤出生於明世宗嘉靖二十三年（1544年）七月初二丑時:10，母亲张氏，在他八岁时去世。十四岁时，其父孔貞幹去世，因为尚賢年幼，被明世宗先派到太学学习。嘉靖三十五年（1556年）九月，袭封衍圣公。孔尚贤历事明世宗、明穆宗、明神宗、明光宗、明熹宗五代皇帝，是史上在位时间最久的衍圣公。明熹宗天啟元年十一月廿四（1622年1月5日）亥時，孔尚贤去世，享壽七十八岁；另據姚希孟所作墓誌銘，孔尚賢卒年七十一歲。

## 家庭
- 父：孔贞幹（1519年—1556年），孔子六十三代孙，明代衍圣公
- 母：张氏（1521年—1551年）[註 1]，是明孝宗皇后张皇后的侄女、建昌侯张延龄的女儿。
  - 正室：严氏（1547年—1602年）[註 2]，袁州分宜人；是严嵩的孙女，嚴世蕃长女。
  - 側室：張氏（1552年—1627年），孔胤椿、孔胤桂生母[4]。
    - 長子：孔胤椿（1571年—1619年），早卒無子女。
    - 長媳：殷氏，武英殿大学士殷士儋的女儿。
    - 次子：孔胤桂（？—1595年）
    - 次媳：王氏（1578年—？），大理寺卿王相的女兒，喪夫後撫養兩個女兒成人而受旌表[5]。
    - 養子：孔胤植（1592年—1648年），生父是孔尚賢的堂弟孔尚坦；萬曆四十七年（1619年）襲封五經博士，天啟二年五月二十四日（1622年7月2日）正式獲准襲封衍聖公[6]。

## 圖片

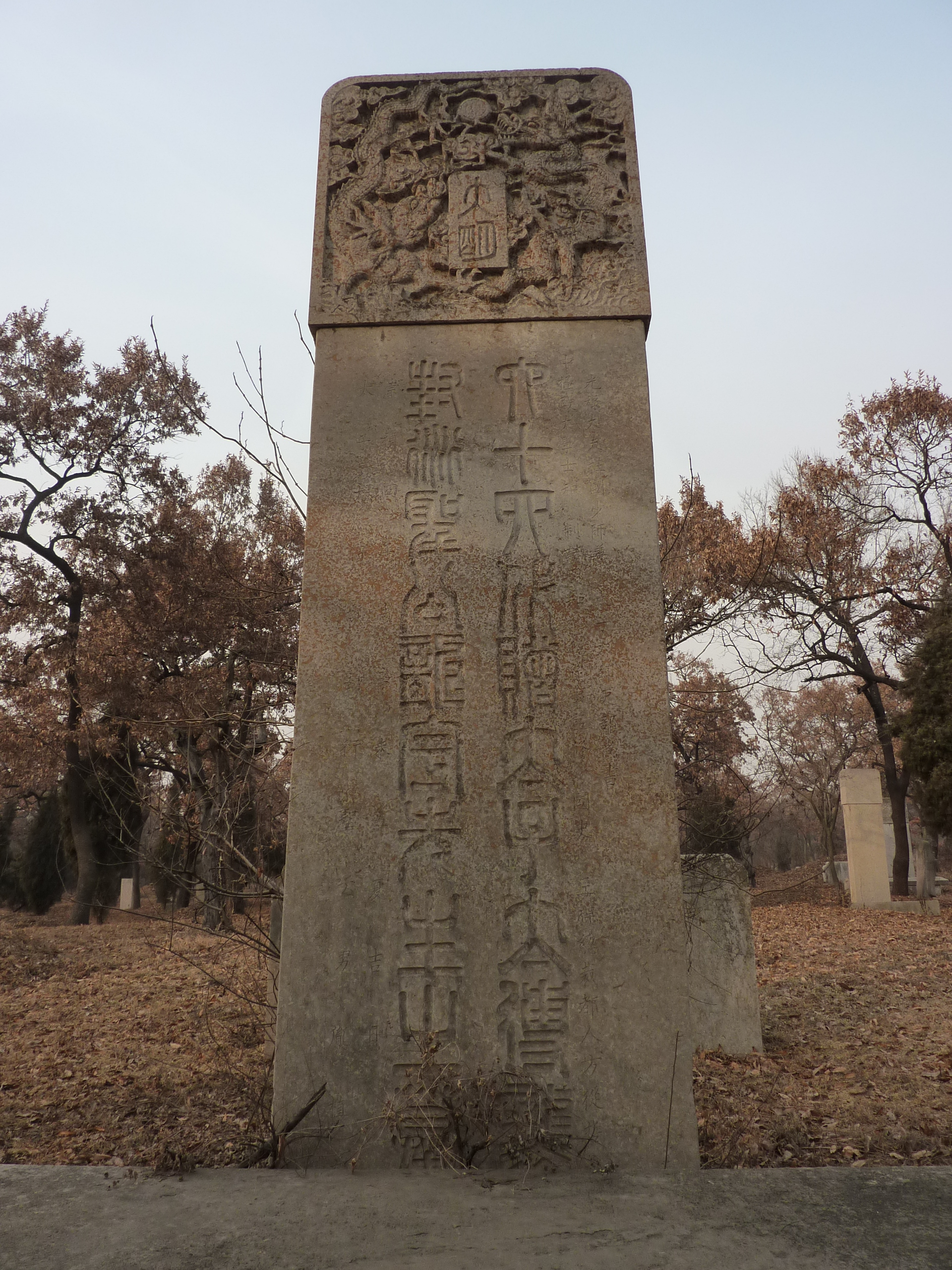
孔尚賢墓
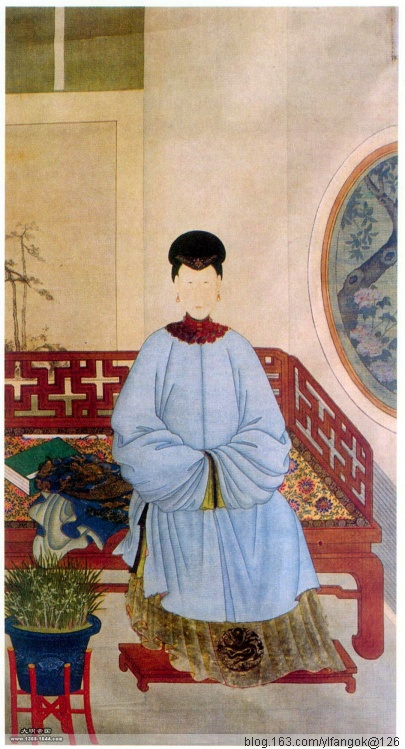
孔尚賢元配嚴夫人
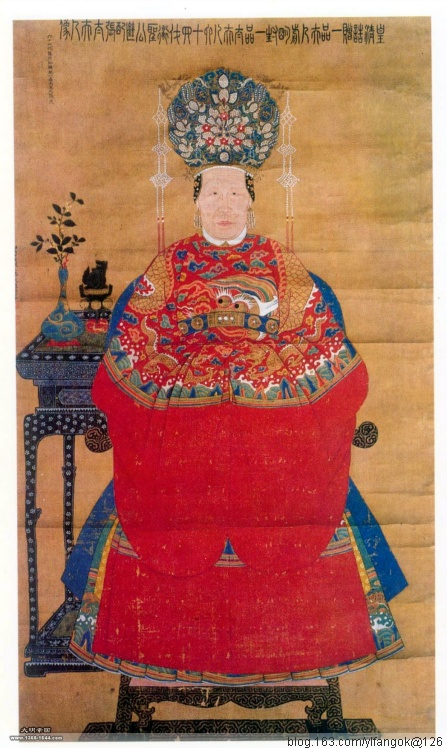
孔尚賢繼室张夫人

## 附註
1. ↑  「夫人張氏，興濟人，建昌侯延齡女；正德十六年五月二十二日申時生，嘉靖三十年七月二十五日子時卒，年三十一」
2. ↑  「夫人嚴氏，分宜人，工部侍郎世蕃長女；嘉靖二十六年五月十四日巳時生，萬曆三十年十月十三日戌時卒，年五十六」